# Enrique Pla y Deniel
Enrique Pla y Deniel (ur. 19 grudnia 1876 w Barcelonie, zm. 5 lipca 1968 w Toledo) – hiszpański duchowny katolicki, kardynał, arcybiskup Toledo i prymas Hiszpanii.

## Życiorys
Studiował w Rzymie w Papieskiej Akademii Św. Tomasza z Akwinu i na Papieskim Uniwersytecie Gregoriańskim, gdzie uzyskał doktorat z filozofii, teologii i prawa kanonicznego. Święcenia kapłańskie przyjął 25 lipca 1900 roku w Rzymie. Po powrocie do kraju podjął pracę duszpasterską w diecezji Barcelona między innymi był wykładowcą w miejscowym seminarium duchownym. 4 grudnia 1918 roku został mianowany biskupem Avila, sakrę biskupią otrzymał 8 czerwca 1919 roku w barcelońskiej katedrze z rąk Francesco Ragonesi nuncjusza w Hiszpanii. Mianowany 28 stycznia 1935 roku arcybiskupem metropolitą Salamanka i 3 października 1941 roku przeniesiony na stolicę metropolitalną prymasów Hiszpanii w Toledo. Na konsystorzu 18 lutego 1946 roku Pius XII wyniósł go do godności kardynalskiej z tytułem prezbitera San Pietro in Montorio. Uczestnik dwóch konklawe w roku 1958 i 1963 roku. Uczestniczył w obradach Soboru Watykańskiego II. Zmarł w Toledo. Pochowano go w archikatedrze metropolitalnej prymasów Hiszpanii w Toledo.